# Serrasalmus irritans
Serrasalmus irritans es una especie de pez de la subfamilia de los "caribes" o "pirañas" endémica de Venezuela. 

## Hábitat
Habita principalmente ríos de aguas blancas y claras de la cuenca del Orinoco. Frecuentemente, se encuentra en forma abundante en caños y esteros en los llanos, sabanas y bosques inundados de Venezuela. 

## Descripción
El cuerpo es romboidal, bastante alargado en juveniles y profundo en los adultos con la cabeza pequeña y aguzada, plateada con el iris amarillo. El hocico es alargado y las mandíbulas armadas de dientes muy afilados. Dientes ectopterigoideos presentes y muy desarrollados. El cuerpo de color plateado con numerosas manchas ovaladas. Una mancha opercular difusa. La región ventral (abdomen) con pocas o sin manchas y con tonalidades amarillentas, anaranjadas o rojizas. Aleta anal roja en su base. Caudal con una banda negra en su base.

## Comportamiento
Son peces predadores principalmente consumen otros peces más pequeños, larvas de insectos acuáticos y crustáceos (camarones). Sin embargo juveniles y adultos tempranos comen aletas de otros peces (pterigiofagia).

## Comentarios
Existen otros nombres usualmente dados a esta especie como: S. fernandezi Fernández-Yépez, 1965 y S. hollandi Eigenmann, 1915. La primera es sinónimo de S. irritans y la segunda no se encuentra en Venezuela. 